# Caldes (Trentino)
Caldes (Solander: Caudés oder Cjaudes; veraltete deutsche Gemeindenamen: Kalteis, Kalds, Kaldetsch, Gildeis oder Gilds) ist eine italienische Gemeinde (comune) mit 1112 Einwohnern (Stand 31. Dezember 2023) in der  Provinz Trient, Region Trentino-Südtirol. Sie gehört zur Talgemeinschaft Comunità della Valle di Sole.

## Geographie
Die Gemeinde liegt etwa 35,5 Kilometer nordnordwestlich von Trient am Noce im unteren Val di Sole auf 697 m s.l.m. Sie ist im Süden eingebettet von den nördlichen Ausläufern der Brentagruppe. Die Berge nördlich zählen zu den östlichen Ortler-Alpen. Zur Gemeinde Caldes gehören auch die Fraktionen Bordiana, Bozzana, Cassana, Samoclevo, San Giacomo und Tozzaga. 

## Geschichte
Das noch bestehende Castel Caldes wurde im Kern von 1230 bis 1235 durch Rambald und Arnold von Cagnò erbaut, mit Genehmigung des Fürstbischofs von Trient, Gerardo Oscasali. Es diente, zusammen mit der Rocca di Samoclevo, der Kontrolle des Verkehrs im Val di Sole. 1464 ging es von den Herren von Caldes (deren Wappen rot-weiß-rot ist wie das österreichische) auf dem Erbweg über an die Herren von Thun, die es bis 1870 hielten. Zwischen 1670 und 1675 wurden Umbauten und Wanddekorationen durch den Veroneser Giovanni Cinquetti vorgenommen, der auch die Kapelle ausgestattet hat. Heute gehört es der Provinz Trentino, die es von 2010 bis 2014 gründlich sanieren ließ, als Veranstaltungsort für kulturelle Events.

## Gemeindepartnerschaft
Caldes unterhält eine Partnerschaft mit der französischen Gemeinde Candes-Saint-Martin im Département Indre-et-Loire.

## Verkehr
Durch die Gemeinde führt die Strada Statale 42 del Tonale e della Mendola von Treviglio nach Bozen. Der Bahnhof liegt an der Bahnstrecke von Trient nach Marilleva (Nonstal-Bahn).